# Wodorazdielnoje
Wodorazdielnoje (ros. Водораздельное) – wieś w Rosji, w obwodzie amurskim, w rejonie sieryszewskim. W 2010 liczyła 243 mieszkańców.